# عضلة ذقنية

العضلة الذقنية Mentalis هي إحدى عضلات التعبير الوجهِي.

## منشأ العضلة
تنشأ العضلة من الفك السفلي من الارتفاق الذقني.

## مرتكز العضلة
ترتبط العضلة بجلد الذقن.